# 中田長茂
中田 長茂（なかた ながしげ、1850年（嘉永3年7月） - 1929年（昭和4年）1月3日）は、日本の政治家。衆議院議員（1期）。

## 経歴
近江国高島郡勝野村(のち滋賀県高島郡大溝村→大溝町→高島町、現・高島市)生まれ。漢学を学ぶ。高島郡書記、滋賀県属、滋賀県会議員、同参事会員、所得税調査委員、地方森林会議員、地方衛生会委員、近江銀行取締役、滋賀県農工銀行監査役、近江貯蓄銀行頭取となる。
1892年の第2回衆議院議員総選挙において滋賀1区から同盟倶楽部所属で立候補したが落選した。1894年3月の第3回衆議院議員総選挙では立憲革新党所属で立候補して当選する。同年9月の第4回衆議院議員総選挙で落選した。衆議院議員は1期務め、1929年に死去した。